# Eupatorium serotinum
Eupatorium serotinum е вид растение от семейство Сложноцветни (Asteraceae). Видът е незастрашен от изчезване.

## Разпространение
Eupatorium serotinum е разпространено в по-голямата част от източните Съединени щати, във всеки крайбрежен щат от Масачузетс до Тексас и във вътрешността на страната, до Минесота и Небраска. Също така има сведения и за една малка популация в канадската провинция Онтарио, както и в южната чат на Рио Гранде в северно Мексико.